# Andromeda (serie televisiva)
Andromeda è una serie televisiva fantascientifica creata da Gene Roddenberry, già ideatore della serie di Star Trek e prodotta da Majel Barrett, la vedova di Roddenberry.
La serie è una co-produzione Canada/USA dal 2000 al 2005, e si compone di 5 stagioni. In Italia le puntate sono state trasmesse in prima visione sul canale satellitare AXN di Sky a partire dal 29 ottobre 2005, e in chiaro su alcune Tv locali come Super3, Quartarete, Telestudio 6. Nel 2009 la serie è stata trasmessa in replica dal canale satellitare Fantasy di Sky. In Italia era andata in onda anche su Rai 4. In seguito è stata disponibile su alcuni servizi di streaming come Pluto TV, Rakuten TV e Prime Video.
Sviluppata da Robert Hewitt Wolfe e Robert Engels, questa serie narra delle avventure del capitano Dylan Hunt e della sua astronave, la Andromeda Ascendant.
Andromeda venne filmato a Vancouver, nella Columbia Britannica, in Canada e prodotta dalla Andromeda Productions, dalla Tribune Entertainment e dalla Fireworks Entertainment and MBR Productions. In Canada la serie venne trasmessa dalla Global Television Network (parte del gruppo Fireworks) mentre negli Stati Uniti venne trasmessa in syndication.
Andromeda è una delle serie televisive (insieme a Pianeta Terra - Cronaca di un'invasione) prodotte dopo la morte di Roddenberry e basate su idee che aveva concepito nei primi anni 60 e 70 ; Roddenberry morì nel 1991, nove anni prima che la serie venisse trasmessa. Il nome Dylan Hunt era stato usato precedentemente per l'eroe di due pilot televisive che Roddenberry aveva prodotto a metà degli anni 70 – Genesis II e Pianeta Terra – tutti condividevano una premessa distopica post-apocalittica simile.

## Trama
Migliaia di anni nel futuro, la Confederazione dei Sistemi è una monarchia costituzionale che abbraccia le galassie Via Lattea, Triangolo e Andromeda, con la capitale Tarn-Vedra vicino al nucleo di Andromeda. La Confederazione è in guerra con i Magog, una specie umanoide parassita che si diffonde nelle galassie. I colloqui di pace portarono la Confederazione a cedere ai Magog un mondo chiave, quello dei Nietzscheani (pronuncia nicciani), una razza di superuomini creata con l'ingegneria genetica; in risposta, i Nietzscheani tentarono segretamente di usurpare il controllo della Confederazione.
Dylan Hunt è il capitano dell'astronave della Confederazione "Andromeda Ascendant". Il suo computer è una potente intelligenza artificiale che Dylan soprannomina "Andromeda" o "Rommie". Colta in un attacco a sorpresa nel primo scontro della rivolta nietzscheana, l'Andromeda rimane paralizzata, spingendo Dylan a ordinare all'equipaggio di evacuare. Durante l'attacco, il primo ufficiale nietzscheano di Dylan, Gaheris Rhade, tradisce Dylan e tenta di ucciderlo. Dylan uccide Gaheris mentre Andromeda viene catturata sul bordo dell'orizzonte degli eventi di un buco nero, congelando entrambi nel tempo.
303 anni dopo, nell'anno 10087 (circa 5167 d.C.), l'"Andromeda" viene tirata fuori dall'orizzonte degli eventi dall'equipaggio della nave "Eureka Maru", capitanata dalla truffatrice ed esperta pilota Beka Valentine, dall'ingegnere super geniale Seamus Zelazny Harper, dal medico e alieno di origine sconosciuta Trance Gemini, e il pacifista Magog Rev Bem (il finanziatore della squadra di salvataggio porta segretamente anche il mercenario nietzscheano Tyr Anasazi). La Confederazione dei Sistemi è caduta ed è iniziata l'era conosciuta come "La Lunga Notte". Hunt recluta l'equipaggio per unirsi a lui nel ripristinare la Confederazione dei Sistemi e per "ravvivare la luce della civiltà".

## Personaggi e interpreti
- Dylan Hunt (stagioni 1-5), interpretato da Kevin Sorbo, doppiato da Andrea Ward.
Capitano dell'astronave Andromeda Ascendant. Ufficiale dell'Alta Guardia, è rimasto congelato all'orizzonte degli eventi di un buco nero per oltre 300 anni, durante i quali la Confederazione dei Sistemi è stata completamente distrutta. Dopo il suo recupero si dedica completamente alla causa della restaurazione della Confederazione a ogni costo.

- Beka Valentine (stagioni 1-5), interpretata da Lisa Ryder, doppiata da Emanuela Baroni.
Capitano dell'astronave Eureka Maru e primo ufficiale dell'Andromeda. Forte e testarda, capitano di una nave cargo e contrabbandiera, è cresciuta nello spazio ed è sempre vissuta ai margini della legge; molto protettiva con il suo equipaggio, ha scarsissimo rispetto per le regole e la forma. Nella quinta stagione verrà rapita e portata indietro nel tempo a quando i nicciani non esistevano ancora e un dottore userà dei campioni del suo DNA proprio per creare i nicciani.

- Seamus Harper (stagioni 1-5), interpretato da Gordon Michael Woolvett, doppiato da Fabio Boccanera.
Ingegnere e tecnico geniale, è molto dotato pur dimostrandosi spesso egocentrico e infantile. È cresciuto sulla Terra, nel ghetto di Boston, ripetutamente minacciato dai Magog e colonizzato dai Nietzscheani. Ha un Q.I. molto elevato e una grande passione per le donne.

- Trance Gemini (stagioni 1-5), interpretata da Laura Bertram, doppiata da Domitilla D'Amico.
Ufficiale medico dell'Andromeda Ascendant. Apparentemente immortale, ha il potere di creare e distruggere e può scrutare nei futuri possibili. Appare giovane e ingenua nella prima stagione, tuttavia cambia in modo significativo nel mezzo della seconda e quinta stagione, nelle quali anche la sua carnagione cambia, passando da viola a oro. Tende a cambiare argomento quando le chiedono delle proprie origini. Si scoprirà solo nella quarta stagione che lei è l'avatar di un antico sole che si credeva estinto.

- Rev Bem (Reverendo Behemiel del Lungo Viaggio) (stagioni 1-2, guest stagioni 3-4), interpretato da Brent Stait, doppiato da Pasquale Anselmo.
Ufficiale scientifico dell'Andromeda Ascendant. È un Magog eccezionalmente intelligente che ha abbracciato la religione della Via (Wayist). Pacifista, rigetta ogni violenza e si odia a causa della propria razza crudele e sanguinaria. Cambierà aspetto nella terza stagione. Serve spesso da consigliere spirituale per gli altri membri dell'equipaggio. Il suo nome di nascita si traduce dal Magog come "Peste Rossa" ("Red Plague").

- Andromeda Ascendant (stagioni 1-5), interpretata da Lexa Doig, doppiata da Rita Baldini.
Intelligenza artificiale della nave. Il suo cervello è un computer sofisticatissimo e unico. Controlla l'astronave (e numerosi robot e androidi che la popolano). Può rimpiazzare la maggior parte delle funzioni degli altri membri dell'equipaggio. Può manifestarsi come immagine sugli schermi dalla nave, come ologramma e come un avatar di nome Rommie progettato e costruito da Harper.

- Rommie (stagioni 1-5), interpretato da Lexa Doig.
Avatar di Andromeda. È un'androide autonomo, fisicamente indistinguibile da una donna, costruito da Harper come avatar della IA della nave. Pur essendo in continuo contatto con la nave, la sua personalità è separata da Andromeda; di conseguenza Rommie è più emotiva e si dimostra persino capace di amare.

- Tyr Anasazi (stagioni 1-3, guest stagione 4), interpretato da Keith Hamilton Cobb, doppiata da Saverio Indrio.
Ufficiale agli armamenti dell'Andromeda. È un Nietzscheano (pronuncia nicciano) dell'estinta stirpe Kodiak, mercenario di professione. Autosufficiente e astuto, progetta sempre le proprie azioni con cura; efficiente e spietato, l'unica persona a cui è completamente leale è se stesso. Nonostante tutto ha dimostrato, in una maniera un po' controversa, di tenere all'equipaggio dell'Andromeda, ma nel finale della terza stagione abbandonerà la nave. Riappare nella quarta stagione, dove, agendo contro i suoi ex compagni di viaggio, muore sotto i colpi delle armi laser di Dylan, Harper e Rhade.

- Telemachus Rhade (stagioni 4-5), interpretato da Steve Bacic, doppiato da Enrico Di Troia.
Ufficiale alle armi. Un altro Nietzscheano (pronuncia nicciano), reincarnazione genetica di Gaheris Rhade (primo ufficiale di Dylan Hunt, che lo aveva tradito durante la battaglia di Efestus). La sua personalità è ambigua.

- Doyle (stagione 5), interpretata da Brandy Ledford, doppiata da Daniela Calò.
 È un'androide costruito da Harper in sostituzione di Rommie, momentaneamente distrutta, utilizzando alcuni dei suoi resti. È stata inizialmente programmata per credere di essere umana.

## Universo di Andromeda

### Confederazione dei Sistemi
La Confederazione dei Sistemi era un'enorme civiltà utopica, che si estendeva su tre galassie principali del gruppo locale. Fu fondata dai Vedrani, la prima razza a scoprire l'iperspazio, che inizialmente lo usò per conquistare la Galassia di Andromeda. Dopo una lunga e aspra guerra di logoramento con le maggiori potenze della Galassia del Triangolo, l'Impero Vedran fu riorganizzato come Confederazione dei Sistemi democratici. La Confederazione fu un pacifico governo intergalattico per quasi 10.000 anni fino alla rivolta nietzscheana.

### Luoghi principali
- Tarn-Vedra: La capitale della Confederazione degli Antichi Sistemi e del pianeta natale dei Vedrani. Tutte le rotte iperspaziali verso Tarn-Vedra svanirono subito dopo la ribellione nietzscheana, contribuendo al caos che ne seguì. Dylan è nato a Tarn-Vedra. Una delle sue motivazioni per restaurare la Confederazione è la ricerca della propria casa perduta.
- Terra: Pianeta nativo della razza umana e luogo di costruzione della navi di classe Glorious Heritage. Fu devastata dall'occupazione nietzscheana e dagli assalti di Magog durante la Lunga Notte. Harper è nato sulla Terra e ha acquisito lì le sue notevoli capacità di sopravvivenza.
- Hephaestus: Un sistema con una significativa popolazione nietzscheana, devastato da un buco nero canaglia nell'episodio pilota e luogo di prigionia di Dylan, congelato nel tempo per 300 anni.
- Mobius: Un mondo arido con città sotterranee. Mobius fu governato da spietati dittatori per molti secoli, ma si unì alla Nuova Confederazione quando il suo leader, la "Grande Bussola" Venetri, si dimise.
- San-Ska-Re: Pianeta natale di Than e una grande potenza nei mondi conosciuti post-caduta. In realtà non è mai apparso sullo schermo.
- Seefra: Un misterioso sistema artificiale di nove pianeti e due soli dove Dylan e il suo equipaggio furono trasportati dopo la Battaglia di Arkology.
- Tarazed: Un mondo con significative popolazioni umane e lealiste nietzscheane; sopravvisse alla Lunga Notte in gran parte indenne. Divenne la prima capitale della Nuova Confederazione. Luogo di nascita di Telemaco Rhade. Tarazed è stato descritto nella serie come situato in un'altra galassia e quindi non è inteso come equivalente a una stella reale con lo stesso nome.

### L'iperspazio
L'iperspazio è la modalità di viaggio principale per le navi nell'universo di Andromeda e l'unico metodo conosciuto per viaggiare più velocemente della velocità della luce. La scoperta dell'iperspazio da parte dei Vedrani fu determinante nella formazione del loro impero interstellare, che divenne il precursore della Confederazione dei Sistemi.
I viaggi nell'iperspazio non possono essere guidati dalle intelligenze artificiali (hanno solo il 50% di possibilità di scegliere il percorso corretto). Solo i piloti organici possono "percepire" la strada verso la loro destinazione (hanno una probabilità del 99% di scegliere il percorso corretto) e, sebbene le IA siano montate su tutte le navi di grandi dimensioni, richiedono sempre un pilota organico per i viaggi interstellari. È implicito che il processo di scelta di un percorso sia ciò che lo rende quello corretto.
Una caratteristica dell'iperspazio è che le velocità oggettive apparenti sono estremamente variabili, poiché consente di viaggiare attraverso milioni di anni luce apparentemente con la stessa rapidità con cui si viaggia tra stelle vicine distanti solo decine di anni luce. Inoltre, l'iperspazio è un metodo di viaggio non lineare; il modo più veloce o più sicuro per spostarsi tra due punti, sebbene possano trovarsi nella stessa galassia, può comportare l'iperspazio verso un'intera galassia. I percorsi utilizzati più frequentemente sono spesso più facili, più veloci e più prevedibili. Luoghi relativamente vicini nello spazio ordinario potrebbero essere difficili o impossibili da raggiungere usando l'iperspazio.

### Razze principali
- Avatar dei Soli: Forme umanoidi di stelle con grandi poteri. Sono immortali e possono viaggiare nel tempo e nello spazio, influenzando eventi e persone come desiderano.
- Umani: Costituiscono circa il 70% della popolazione dei mondi conosciuti. Sono comuni sottospecie con miglioramenti genetici minori.
- Calderani: Una razza rettiliana xenofoba che un tempo rivaleggiava con i Vedrani.
- Magog: Una razza di selvaggi assassini alieni semi-intelligenti, temuta in tutti i Mondi Conosciuti. I Magog devono uccidere e mangiare carne fresca per mantenersi e deporre le uova negli esseri senzienti per procreare.
- Nietzscheani: Un gruppo di esseri umani superiori che credevano nell'automiglioramento attraverso l'ingegneria genetica e un'intensa competizione. Hanno lasciato la Terra migliaia di anni fa e si sono evoluti in una sottospecie separata (Homo sapiens invictus) che ha colonizzato molti mondi in tutte le galassie. I Nietzscheani sono responsabili della caduta della Confederazione dei sistemi; tuttavia, non riuscirono a sostituirla con l'Impero nietzscheano a causa dei continui tradimenti e conflitti tra i diversi clan nietzscheani.

## Produzione
Majel Barrett e la Tribune Entertainment iniziarono lo sviluppo della serie utilizzando gli archivi di Gene Roddenberry a partire dal 1997. Robert Hewitt Wolfe si aggiunse successivamente nello sviluppo della serie. La Fireworks Entertainment venne anche coinvolta per cofinanziare la serie e per la distribuzione internazionale. Nei primi mesi del 1999, l'attore Kevin Sorbo venne assunto per recitare nella serie mentre ancora recitava nella serie Hercules. Eric Gold e Barrett vennero anche reclutati come produttori esecutivi mentre Wolfe divenne coproduttore esecutivo. Bette Chadwick venne incaricato del casting, mentre gli effetti speciali furono inizialmente gestiti dalla Lost Boys Studios e dalla Northwest Imaging & FX. Entro il 9 settembre 1999, la Tribune aveva stretto accordi con stazioni impegnate per due anni in 24 dei 30 principali canali con 22 stazioni raccogliendo il via libera alla serie. Alla serie sono stati offerti termini con una suddivisione della pubblicità su otto canali nazionali e sei locali.
La colonna sonora di Andromeda utilizzata nella prima stagione venne composta da Alex Lifeson, chitarrista della band rock canadese dei Rush.
Il primo episodio di Andromeda venne trasmesso in syndication negli Stati Uniti il 2 ottobre del 2000, mentre in Canada venne trasmesso dalla Global Television Network. L'emittente Tribune Broadcasting firmò per poter trasmettere la prima stagione della serie. Il 20 gennaio del 2002, Andromeda venne confermata per altre due stagioni, la seconda e la terza, avendo firmato contratti di ulteriori 2 anni con 39 dei 40 migliori canali televisivi statunitensi. Il 31 gennaio del 2003 la serie venne rinnovata per una quarta stagione in 148 canali rappresentanti l'88% degli Stati Uniti. La serie raccolse una media di 2.2 milioni di spettatori nella stagione 2002-2003, terza dietro la serie Stargate SG-1. Per la stagione 2003-2004, Andromeda è una delle sole quattro serie con sceneggiatura in prima visione in syndication insieme al suo compagno di scuderia Tribune, Mutant X.
Il 14 gennaio del 2004, Sci-Fi Channel ha fatto un accordo per trasmettere la serie insieme a BeastMaster (altra serie di Tribune la cui trasmissione era stata interrotta), prima che fosse disponibile in syndication. A marzo, il canale via cavo avrebbe iniziato a trasmettere gli episodi della quarta stagione che sarebbero poi stati visti in syndication da sette a dieci giorni dopo. Con l'accordo, la serie è stata rinnovata per la sua quinta e ultima stagione. La serie iniziò ad essere ritrasmessa su Sci-fi channel ripartendo da un episodio pilota di due ore.
Il 23 Aprile del 2004 CanWest ha annunciato la chiusura della Fireworks Entertainment mettendo in vendita i prodotti della Fireworks. La Fireworks era la principale produttrice della serie e il suo fallimento implicò la cancellazione di Andromeda. Nonostante questo, due delle serie della Fireworks vennero spostate alla CanWest. Tribune aveva ordinato la serie e Mutant X per la produzione del 2004–2005 mantenendo il contratto in essere. La Fireworks Entertainment portò la Tribune in tribunale per ottenere il finanziamento delle due serie.

## Citazioni letterarie
Ogni episodio è preceduto da una citazione (in genere di testi immaginari del futuro, ma in qualche caso tratti da veri classici della letteratura), che tuttavia nell'edizione italiana vengono troncati o tradotti in maniera inesatta.
I dialoghi fra i personaggi presentano spesso citazioni letterarie: ad esempio una frase ricorrente di Dylan Hunt è Una salus victis. Quest'ultimo è anche il motto delle Operazioni speciali Argosy, i servizi segreti della Confederazione di cui Dylan faceva parte. Altri riferimenti espliciti vengono fatti al trattato L'arte della guerra di Sunzi o a Così parlò Zarathustra di Friedrich Nietzsche. Da quest'ultimo prende sia il nome, sia la filosofia di vita una delle fazioni principali della serie, i Nietzscheani (pron. Nicciani), una razza di superuomini creata con l'ingegneria genetica.

## Episodi
| Stagione         | Episodi | Prima TV originale | Prima TV Italia |
| ---------------- | ------- | ------------------ | --------------- |
| Prima stagione   | 22      | 2000-2001          | 2005            |
| Seconda stagione | 22      | 2001-2002          | 2006            |
| Terza stagione   | 22      | 2002-2003          | 2006-2007       |
| Quarta stagione  | 22      | 2003-2004          | 2007            |
| Quinta stagione  | 22      | 2004-2005          | 2008            |

Tutte le stagioni sono disponibili in DVD.